# Ina (Nagano)
Pour les articles homonymes, voir Ina (homonymie).
Ina (伊那市, Ina-shi) est une ville située dans la préfecture de Nagano, au Japon.

## Géographie

### Situation
Ina est située dans le sud de la préfecture de Nagano, à l'ouest des monts Akaishi.

### Municipalités limitrophes
| Minowa, Minamiminowa | Suwa, Chino      | Fujimi      |
| Shiojiri, Kiso       | Ina              | Hokuto      |
| Miyada, Komagane     | Ōshika, Shizuoka | Minami-Alps |

### Démographie
En juin 2021, la population d'Ina était de 66 765 habitants, répartis sur une superficie de 667,93 km2.

### Topographie
Les monts Kaikoma et Senjō se trouvent sur le territoire de la municipalité.

### Hydrographie
Ina est traversée par le fleuve Tenryū.

### Climat
La ville a un climat subtropical humide caractérisé par des étés chauds et humides et des hivers relativement doux. La température annuelle moyenne est de 11,7 °C. Les précipitations annuelles moyennes sont de 1 454 mm, juillet étant le mois le plus humide.

## Histoire
Le village moderne d'Ina est créé en 1889. Il a acquis le statut de bourg en 1887, puis de  ville en 2006.

## Culture locale et patrimoine
- Parc des vestiges du château de Takatō, très visité pendant la période de fleuraison des cerisiers[3].

## Transports
La ville est desservie par la ligne Iida de la JR Central.